# Каплацизумаб
Каплацизумаб — лекарственный препарат, фрагмент моноклонального антитела для лечения приобретённой тромботической тромбоцитопенической пурпуры. Одобрен для применения: ЕС,США (2019).

## Механизм действия
Фрагмент моноклонального антитела (нанотело). Ингибирует фактор фон Виллебранда.

## Показания
- приобретённая Тромботическая тромбоцитопеническая пурпура[3]. Применяется в комбинации с обменным переливанием плазмы и иммунодепрессантами.

## Противопоказания
- Гиперчувствительность